# Marsala (wino)

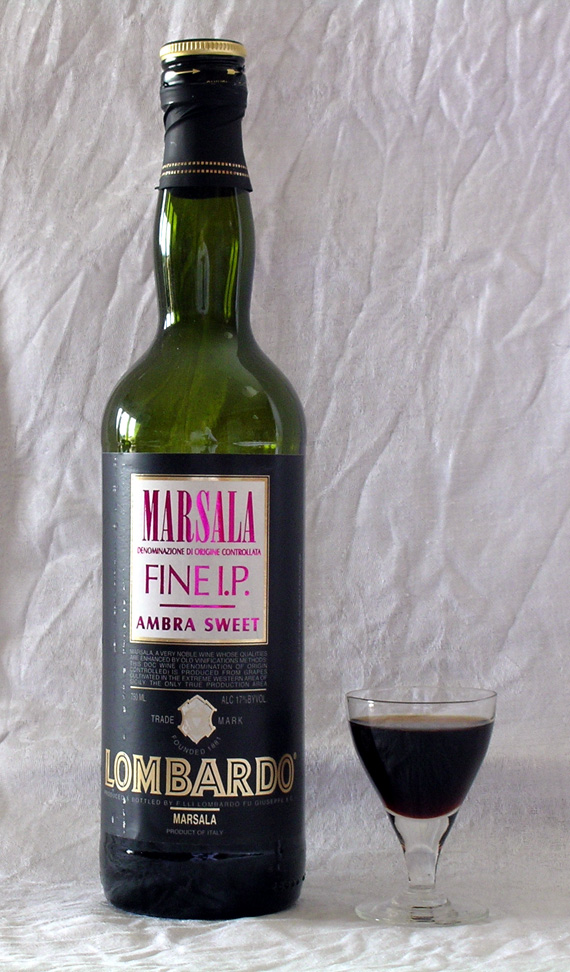

Marsala – głównie słodkie, białe wzmacniane wino włoskie, produkowane w prowincji Trapani w zachodniej części Sycylii. Nazwa pochodzi od miasta Marsala. Istnieją też wersje wytrawne (secco), półwytrawne (semisecco) oraz czerwone (rubino).
Wino marsala zyskało rozgłos pod koniec XVIII wieku na fali popularności podobnych win porto i sherry, a pionierem jego eksportu był Anglik John Woodhouse. W międzyczasie jakość się pogorszyła, a ilość produkowanego wina zmalała, ale od lat 80. XX wieku ponownie pojawiły się dobrej jakości marsale, do czego przyczyniły się zmiany prawne w roku 1984 i inicjatywa producentów.
Białe marsale produkowane są przede wszystkim z winogron odmian grillo, catarratto bianco, a także inzolia, damaschino i innych. Czerwone marsale mogą zawierać do 30% winogron o jasnej skórce. Wino jest wzmacniane przez dodatek spirytusu winnego, a w razie potrzeby dosładzane koncentratem winogronowym.
Wino objęte apelacją Marsala DOC musi cechować się zawartością alkoholu minimum 17%, a od kategorii superiore wzwyż – 18%.
Wyróżnia się następujące rodzaje marsali:
- fine starzona do roku
- superiore, starzona co najmniej dwa lata
- superiore riserva, starzona co najmniej cztery lata
- vergine albo soleras, starzona co najmniej pięć lat[2]
- vergine stravecchio albo vergine riserva, starzona co najmniej dziesięć lat[2]

Wina leżakują w systemie solera (w którym miesza się wino starsze z młodszym). 
Marsale vergine bywają porównywane z najlepszymi przykładami podobnych win portugalskich (porto) i hiszpańskich (oloroso, odmianie sherry) i mogą być starzone nawet do 70 lat.
Słodka marsala (dolce) zawiera przynajmniej 100 gramów cukru resztkowego na litr. Marsala do 40 g cukru na litr jest określana jako secco (wytrawna). Półwytrawne marsale mieszczą się w przedziale 40-100 g/l.
Pod względem koloru wyróżnia się wersje oro (złota), ambra (bursztynowa) i rubino (rubinowa), zależne od wykorzystanych szczepów i dodawanego koncentratu.
Marsala jest podawana jako aperitif, jako wino deserowe oraz z suszonymi owocami, ciastkami, deserami z kremem oraz z dojrzałymi serami. W sprzedaży są dostępne nieobjęte apelacją wina na bazie marsali z dodatkiem żółtek lub innych dodatków smakowych.
W Stanach Zjednoczonych pod nazwą marsala wolno sprzedawać dowolne wzmacniane wina o bursztynowym kolorze i zawartości alkoholu 17-24%.